# シュン・スカイウォーカー
シュン・スカイウォーカー（1996年5月30日 - ）は、日本の男性覆面レスラー。本名：渡邉 隼（わたなべ しゅん）。岐阜県土岐市出身。DRAGON GATE所属。血液型A型。

## 経歴
2015年4月、高校卒業後DRAGON GATE入門。同期はBen-K、吉岡勇紀、豹。
2016年4月22日、DRAGON GATEの若手興行「DRAGON GATE NEX」で渡邉隼として対ビッグR清水戦でデビュー。
4月30日、DRAGON GATE高岡エクール大会でDRAGON GATEに初登場。
8月24日、DRAGON GATE飯塚市飯塚第1体育館大会でリングネームをワタナベシュンに改名。
11月10日、DRAGON GATE後楽園ホール大会でリングネームをシュン・スカイウォーカーに改名し、マスクマンとなる。
2017年、望月成晃が若手育成を目的として立ち上げた望月道場に入門。
2018年、望月のタッグパートナーに抜擢されJr. TAG BATTLE OF GLORYに出場。
2019年、1月に開催された若手選手によるトーナメント戦で優勝。同期ながら既にトップ戦線で活躍しておりトーナメントに参加していなかったBen-Kにシングルマッチを要求し勝利を収め、若手選手の頂点に立った。
3月3日、PACの持つドリームゲート王座に挑戦。
5月6日、愛知県体育館で開催された金網サバイバル5WAYマッチ（勝者と敗者に自身が所属するユニットから任意の選手を追放する権利が与えられ、勝者は権利を放棄できるが敗者は強制的に行使させられる）に望月道場代表として出場。勝ち抜けて得た追放権を自らに対して行使すると宣言し、望月道場から脱退。この試合で敗者となったビッグR清水によってR・E・Dから追放されたBen-Kとタッグを結成した。
ここからスランプに陥り、再起をかけてBen-Kとのシングルマッチを行うも敗北。その後団体に欠場を申し入れて武者修行のためメキシコへ渡った。
2020年に帰国。11月3日のエディオンアリーナ大阪大会のメインイベント終了後に突如会場に現れEitaの持つドリームゲート王座への挑戦を表明。同月15日の神戸ワールド記念ホール大会においてEitaに勝利し、団体史上最年少でのドリームゲート王座戴冠を果たした。
12月16日、箕浦康太、ジェイソン・リー、ドラゴン・ダイヤ、ラ・エストレージャと共に"MASQUERADE（マスカレード）"を結成
2021年12月1日、後楽園大会のメインにてシュン＆ドラゴンダイヤvsディアマンテ＆インフェルノによるマスカラ・コントラ・マスカラ・タッグマッチが行われるも、試合終盤、ディアマンテから身を挺して庇ったダイヤをシュンが突き飛ばし、ディアマンテのヴェルタフィナーレでダイヤが3カウントを奪われマスクを失う結末となった。この事件以降、ダイヤは行方を晦まし、マスカレードのメンバーはシュンへの不信感を顕にする。
12月16日、前述の事件もあり暗雲が垂れ込めているマスカレード内で、改めて団結力を立て直すべく、対戦相手のR・E・Dやマスカレードメンバーの意見そっちのけで強引にトライアングルゲート戦を決定させる結果はシュンが勝利を収めベルト奪取に成功するもユニットの関係修復には至らなかった。
ベルトを奪取し1人喜ぶシュンに対して、冷めた表情の箕浦は握手を拒否し背中を向ける。その後シングルマッチで肌を合わせて分かり合おうと主張するシュンに対して、箕浦はメンバーとの溝を埋めることができないシュンのユニット追放をかけてのシングルを希望。12.26福岡国際センターで「シュン・スカイウォーカー敗けたら即マスカレード追放スペシャルマッチ」が決定した。
12月26日、箕浦とのシングルにてレフリーの目を盗み、自らマスクを剥いで箕浦へ渡した事で箕浦は反則負け、自身はマスカレード追放を阻止した。
この不可解な行動に箕浦は呆然とするしかなく、二人の関係は更に悪化することとなった。
2022年1月11日の後楽園ホール大会でのR・E・Dとのトライアングルゲート王座防衛戦に挑むが試合はシュンとH・Y・O以外の選手がタッチを拒否する異様な空気感で行われた。結果は終盤シュンがH・Y・Oを羽交い締めにし箕浦へ強引に凶器攻撃を行わせるが、シュンに誤爆してしまい、そのまま3カウントを奪われた。この誤爆に激怒したシュンが箕浦に謝罪を要求するも箕浦はこれを拒否。怒りが収まらないシュンは一方的にマスカレード解散を宣言した。このやり取りを嘲笑って見ていたH・Y・Oはシュンをユニットに勧誘。苦悩の末、シュンはR・E・Dへ電撃加入した。その際シュンのユニット入りを認めないEitaと石田凱士対し他のR・E・Dメンバーと共に暴行を加えユニットから追放する。
2月4日、R・E・DをZ-Bratsに改名し、黒を基調としたコスチュームへ変更。後にユニットリーダーとなる。
3月3日、後楽園ホール大会にて元同門であるジェイソンリーとのシングルマッチにおいて勝利し、ジェイソンに対し罵詈雑言を浴びせ、しまいには「ジェイソンリーは俺の物だ。俺がいないと何も出来ない」と発言した。これにはジェイソン救出に現れたYAMATOやKzy、事態を収拾すべく現れた斉藤了GMを絶句させた。以降はストーカーの如くジェイソンに執拗に付き纏うようになる。
4月25日、ジェイソンを掛けて【Z-Brats】シュン・スカイウォーカー＆H･Y･O＆B×Bハルク、【HIGH-END】Kagetora＆Ben-K＆YAMATO、【NATURAL VIBES】JACKY“FUNKY”KAMEI＆BIGBOSS清水＆Kzyの6人タッグ3WAYマッチが行われる（勝利したユニットにはジェイソンのユニット勧誘の交渉権が与えられる特殊ルール）。結果は清水の砲丸投げスラムからKAMEIのジャックナイフ固めでH・Y・Oがフォールを取られるも、同時にシュンが清水を丸め込んでいたためダブルフォールによってNATURAL VIBESとZ-Bratsの両チームが交渉権を獲得することとなった。相変わらず「ジェイソンは俺の物だ」と主張するシュンに対してジェイソンは一度は握手を交わすも即座に決別の延髄蹴りを叩き込み、同じく勧誘を受けていたNATURAL VIBESへ加入した。失恋のショックで肩を落としたシュンであったが、その後諦めがついたのかジェイソンに別れを告げて去っていった。
5月5日、愛知県大会でディアマンテとツインゲート獲得。
KING OF GATE2022にエントリーしEitaとストロングマシーン・J、Kzyを破り、準決勝までコマを進めるも6月2日の準決勝戦で敗退。
7月30日、カンフーマスターズに敗れツインゲート王座陥落。
11月6日、マスクドZ（正体はM3K を裏切った飯橋偉進）とKAIをパートナーにトライアングルゲートを獲得。
12月16日、抗争を繰り返していたナチュラルヴァイブスのリーダーのKzyとシングルマッチを行うもハルクの誤爆がキッカケで敗北。
2023年1月12日、後楽園大会で吉岡勇紀を破りドリームゲート王座を獲得。2度目の戴冠となった。
3月1日開催の『ジュニア夢の祭典 〜ALL STAR Jr. FESTIVAL 2023〜』では第8試合5WAYマッチに出場。
3月5日、ストロングマシーン・Jから勝利しドリームゲート初防衛。
4月5日、ドリーム次期挑戦者となった菊田円から鍵を奪い“ゲーム”を行う事を予告する。
4月9日、予告していたゲーム・SSWクエストの1stGAMEで3対1の自身に有利なハンディキャップマッチで菊田から勝利。
4月16日、SSWクエストの2ndステージでは自身は試合に出場せず菊田とチームメイトの吉岡とダイヤが3WAYで対戦（レフェリーはH・Y・O）させるも途中菊田がH・Y・Oを暴行して試合は菊田の反則負けとなった。その後は、緊急決定試合で自身も加わった5vs3のハンディキャップマッチを行うも敗北となった。
5月5日、愛知県大会で菊田に敗れドリーム王座陥落。
5月11日、令和新世代スペシャル6人タッグマッチに試合後のマイクでストロングマシーン・Jとの抗争が勃発する。
6月1日、Jとのシングルマッチで勝利。試合後もマスクを剥がして客席に放り投げたりと罵倒したりと好き放題やっていたが、Jの名字を言い出した辺りで斎藤了に止められる。
7月2日、神戸ワールド大会でマスクを賭けた金網5WAYマッチに出場。因縁のJを取り逃しチームメイトのディアマンテと2人残りになってしまうも、ディアマンテを裏切りエスケープ。

## 得意技

### フィニッシュ・ホールド
スカイウォーカームーンサルト
メキシコ遠征前までフィニッシャーとして使用されていた。現在は主に大一番でのみ使用。
SSW（リストクラッチ式・旋回式ブルー・サンダー）
相手の背後に抱え式バックドロップ又は、アトミック・ドロップの体勢で相手の右腕を自身の左腕で掴み相手を担ぎ上げて、相手を水平に180度旋回させながらジャンプして自ら、開脚してジャンピング・パワーボムの形で尻餅を着くように着地して相手を背中からマットへ叩きつける技。メキシコ帰国後から使用し始めたフィニッシャー。
アシュラ
相手をボディスラムの体勢で肩に担ぎ上げ、相手の両腕を持って頭上に持ち上げ、エメラルドフロウジョンの体勢でサイドに落とす。雪崩式も使用。
ブラスター
ダブルアーム・スープレックスの体勢で相手を担ぎ上げ、体勢を入れ替えつつ自ら、シットダウンで相手をファルコン・アローの様な形で相手の背中からマットに叩きつける変形タイガー・ドライバー。シュンのシグネチャー・ムーブの１つ。

### 打撃技
エルボー
エルボー・スタンプ
バックエルボー
逆水平チョップ
チョップ・スマッシュ
ストレート掌底
クローズライン
トラースキック
ドロップキック
バイシクルキック
延髄斬り
ソバット

### 飛び技
スカイウォーカーケブラーダ
コーナー上からトップロープ上を歩いて場外に放つラ・ケブラーダ。
三角跳びプランチャ
リング内からコーナーに走り、ロープを蹴って90度方向転換して場外に仕掛けるプランチャ。
トペ・コン・ヒーロー
トペ・スイシーダ
ムーンサルト・ニードロップ
その場跳びで仕掛けたり又は、トップロープを利用するバージョン、三角跳び式のバージョンも使用する。
ダイビング・ボディ・プレス

### 投げ技
旋回式ロック・ボトム
この技から必殺技であるSSWに繋げることが多い。
ジャーマンスープレックス
BTボム

### 合体技
シエロ・フィナーレ

## タイトル歴
DRAGON GATE
- オープン・ザ・ドリームゲート王座（第32・36・41代）
- オープン・ザ・ツインゲート王座

（第57代）（パートナーはディアマンテ）
- オープン・ザ・トライアングルゲート王座

（第74代）（パートナーは箕浦康太、ジェイソン・リー）
（第83代）（パートナーは、KAI、ISHIN）
- 若手トーナメント 優勝（2019年）
- Rey de Parejas 優勝（2025年）（パートナーは帆希）

MLW
- MLW世界ミドル級王座（第8代）

## エピソード
- 本名の「隼」は父がファンだったハヤブサにちなんで名付けられた。